# Miyuki Yanagita
Miyuki Yanagita (født 11. april 1981) er en tidligere japansk fodboldspiller. Hun har tidligere spillet for Japans kvindefodboldlandshold.

## Japans fodboldlandshold
| Japans landshold | Japans landshold | Japans landshold |
| År               | Kmp              | Mål              |
| ---------------- | ---------------- | ---------------- |
| 1997             | 3                | 2                |
| 1998             | 0                | 0                |
| 1999             | 7                | 0                |
| 2000             | 3                | 0                |
| 2001             | 1                | 0                |
| 2002             | 10               | 1                |
| 2003             | 3                | 0                |
| 2004             | 11               | 0                |
| 2005             | 9                | 3                |
| 2006             | 15               | 4                |
| 2007             | 14               | 1                |
| 2008             | 15               | 0                |
| Total            | 91               | 11               |